# Final Fantasy Crystal Chronicles
Final Fantasy Crystal Chronicles (ファイナルファンタジー クリスタルクロニクル?, Fainaru Fantajī Kurisutaru Kuronikuru) è un action RPG sviluppato da Square Enix per la console Nintendo GameCube e primo capitolo della serie Crystal Chronicles, serie separata dalla saga principale (abbreviata spesso in CC) e proseguita nelle console Nintendo DS e Wii.
Si tratta di un action RPG, contrariamente al classico stile di Final Fantasy, i combattimenti avvengono infatti in tempo reale.
Una versione rimasterizzata in alta definizione è stata annunciata a settembre 2018 per PlayStation 4 e Nintendo Switch e successivamente nel 2019 per i dispositivi mobile. La Remastered Edition è uscita il 28 agosto 2020 e ha ricevuto molte recensioni contrastanti dalla critica per la mancanza del multiplayer locale, una modalità online mal studiata e per la modalità single player ritenuta invecchiata male.